# The Reward
|  | Denne artikel er oprettet af botten PalnaBot ud fra en ekstern database. Den kan derfor have sproglige fejl eller mangler. Denne skabelon kan fjernes efter kontrol af indholdet. |

The Reward er en animationsfilm fra 2013 instrueret af Mikkel Mainz Elkjær efter manuskript af Uri Kranot.

## Handling
Drevet af grådighed drager to drenge ud i verden på skattejagt. For at nå deres mål må de overvinde mange og store farer, der overgår kødædende totempæle og transvestit-engle.